# Олимпийский комитет Кубы
Олимпийский комитет Кубы (исп. Comité Olímpico Cubano) — организация, представляющая Кубу в международном олимпийском движении. Основан в 1926 году, зарегистрирован в МОК в 1954 году.
Штаб-квартира расположена в Гаване. Является членом Международного олимпийского комитета, Панамериканской спортивной организации и других международных спортивных организаций. Осуществляет деятельность по развитию спорта на Кубе.